# Rayonnement corpusculaire

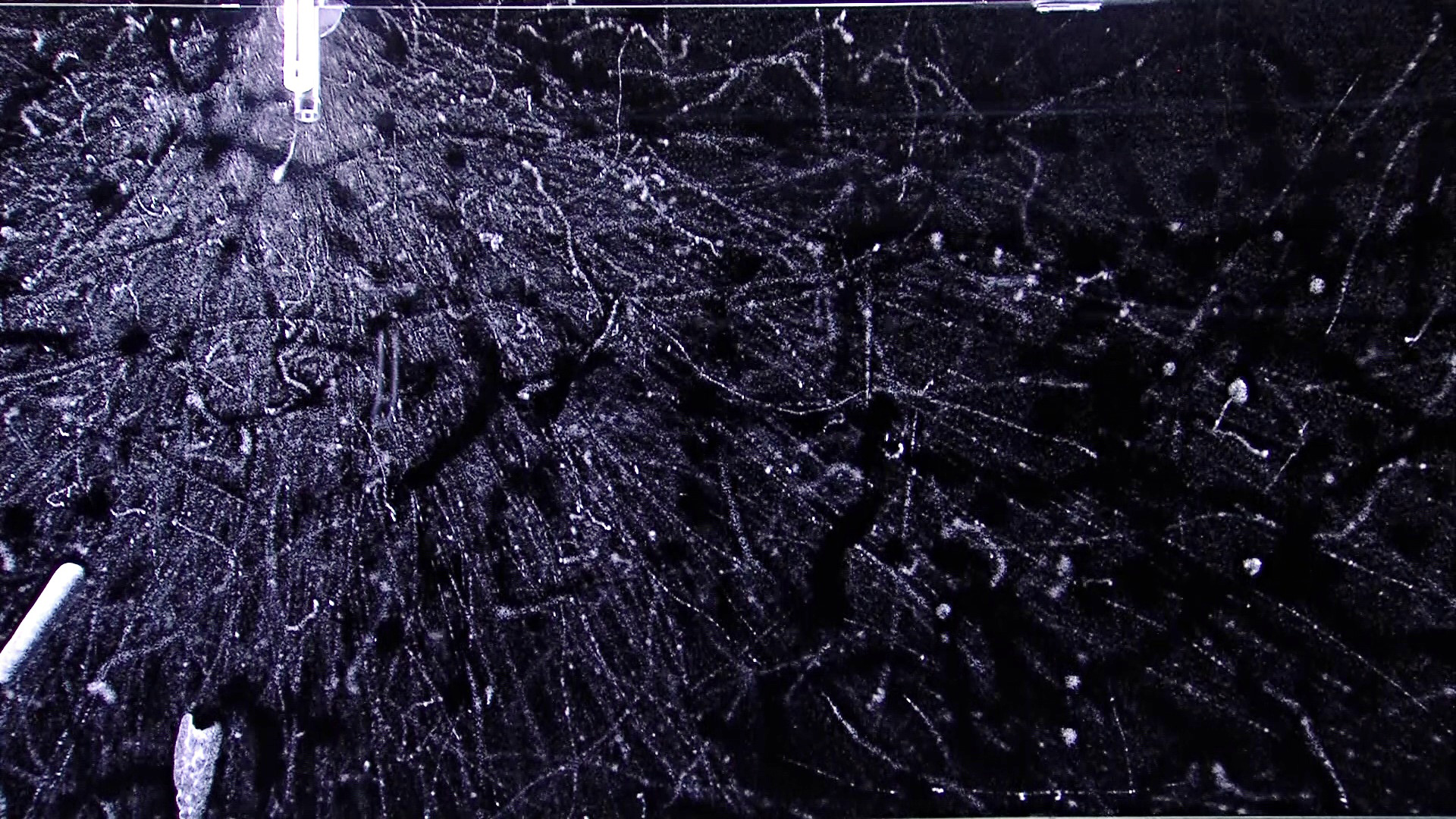
Radiation Bêta détectée dans une chambre d'isopropanol en présence de strontium 90

Le rayonnement corpusculaire est un rayonnement d'énergie électromagnétique par l'intermédiaire de particules subatomiques en mouvements rapides. Le terme « rayonnement corpusculaire » fait référence à un faisceau de particules se déplaçant toutes dans la même direction, à la manière d'un faisceau de lumière.
En conséquence de la dualité onde-particule, toutes les particules en mouvement ont aussi des caractéristiques ondulatoires. Les particules de plus hautes énergies présentent plus facilement des caractéristiques corpusculaires, alors que les particules de plus faibles énergies exhibent plutôt des caractéristiques ondulatoires.

## Types
Les particules peuvent être électriquement chargées ou neutres. Le tableau suivant présente quelques exemples de ces particules.
| Famille de particules | Exemples            | Charge élémentaire | Masse (MeV/c2) | Exemple de méthode de production      |
| --------------------- | ------------------- | ------------------ | -------------- | ------------------------------------- |
| Particule élémentaire | Électron (e−)       | −1                 | 0,511          | Canon à électrons, radioactivité β    |
| Particule élémentaire | Positron (e+)       | +1                 | 0,511          | Émission de positron, radioactivité β |
| Particule composite   | Neutron (n)         | 0                  | 940            | Émission de neutron                   |
| Particule composite   | Proton (p)          | +1                 | 938            | Émission de proton                    |
| Ion                   | Particule α (4 2He) | +2                 | 3730           | Radioactivité α                       |

## Production
Les rayonnements corpusculaires peuvent être émis par un noyau atomique (radioactivité) sous la forme d'une particule α, d'une particule β (ces dernières étant les plus fréquentes), d'un photon, nommé rayon gamma ou encore d'un neutron.
Des neutrinos ou antineutrinos sont produits respectivement par radioactivité β+ et par radioactivité β-, en plus des particules β ; ils interagissent très faiblement avec la matière. Les photons, les neutrons, et les neutrinos ne sont pas des particules électriquement chargées. Les rayonnements radioactifs produisant des émissions de protons et de la radioactivité de clusters émettent (des groupes) de nucléons sous forme de particules chargées, mais sont proportionnellement rares.
D'autres formes de rayonnements, et notamment des rayonnements de mésons et de muons, ont lieu spontanément quand des rayonnements cosmiques impactent l'atmosphère. Des mésons sont présents en hautes altitudes, mais les muons peuvent être mesurés jusqu'au niveau de la mer.
Les particules chargées (électrons, mésons, protons, particules α, les ions atomiques plus lourds, etc.) peuvent être produites par des accélérateurs de particules. L'irradiation ionique est largement utilisée dans l'industrie des semi-conducteurs pour introduire des dopants dans les matériaux, une méthode connue sous le nom d'implantation ionique.
Les accélérateurs de particules peuvent aussi produire des faisceaux de neutrinos. les faisceaux de neutrinos sont principalement produits par les réacteurs nucléaires. La production d'un rayonnement électromagnétique peut être obtenue de différentes façons selon la longueur d'onde souhaitée (voir spectre électromagnétique).

## Traversée de la matière
Du point de vue de la radioprotection, les radiations doivent être séparées en deux catégories, les radiations ionisantes et non ionisantes, pour dénoter le niveau de danger en cas d'exposition. Les rayonnements ionisants chassent les électrons des atomes engendrant deux particules électriquement chargées (un électron et un ion chargé positivement). Les électrons chargés négativement et les ions chargés positivement par une radiation ionisante peuvent causer des dommages aux tissus vivants. Une particule est ionisée si son énergie est plus haute que l'énergie d'ionisation de la substance environnante, i.e. quelques eV, et interagit en conséquence significativement avec des électrons environnants.
Selon la commission internationale sur la protection contre les radiations non ionisantes, les radiations électromagnétiques depuis l'ultraviolet jusqu'à l'infrarouge, les radiations de la plage des radio-fréquences (incluant les micro-ondes), les champs électriques et magnétiques, statiques et variables dans le temps, et les ultrasons appartiennent aux rayonnements non ionisants.
Les particules chargées mentionnés ci-dessus appartiennent toutes à des radiations ionisantes. Lorsqu'elles passent à travers la matière, elles ionisent la matière et donc perdent de l'énergie dans de nombreuses petites étapes. La distance au-delà de laquelle la particule chargée a perdu toute son énergie est appelée portée de la particule. La portée dépend du type de particule, de son énergie initiale, et du matériau qu'elle traverse. De même, la perte d'énergie par unité de longueur du chemin, la « puissance d'arrêt », dépend du type et de l'énergie de la particule chargée et de la matière traversée. La puissance d'arrêt et, de là, la densité d'ionisation augmente généralement vers la fin de la plage pour atteindre un maximum, le pic de Bragg, peu de temps avant que l'énergie ne tombe à zéro.

## Utilisations
Les rayonnements corpusculaires de haute énergie sont utilisés pour réaliser des expériences de physique des particules dans des collisionneurs de particules telles que le Grand collisionneur de hadrons et le Tevatron.
Les rayonnements corpusculaires constitués d'électrons sont utilisés dans des synchrotrons pour produire un rayonnement électromagnétique avec un spectre continu sur une large bande de fréquences qui est appelé rayonnement synchrotron. Ce rayonnement peut être utilisé pour réaliser une variété d'expériences.
Les rayonnements corpusculaires énergétiques constitués de protons, de neutrons, ou d'ions chargés positivement peuvent être utilisés en hadronthérapie pour le traitement du cancer.